# Bedahaus

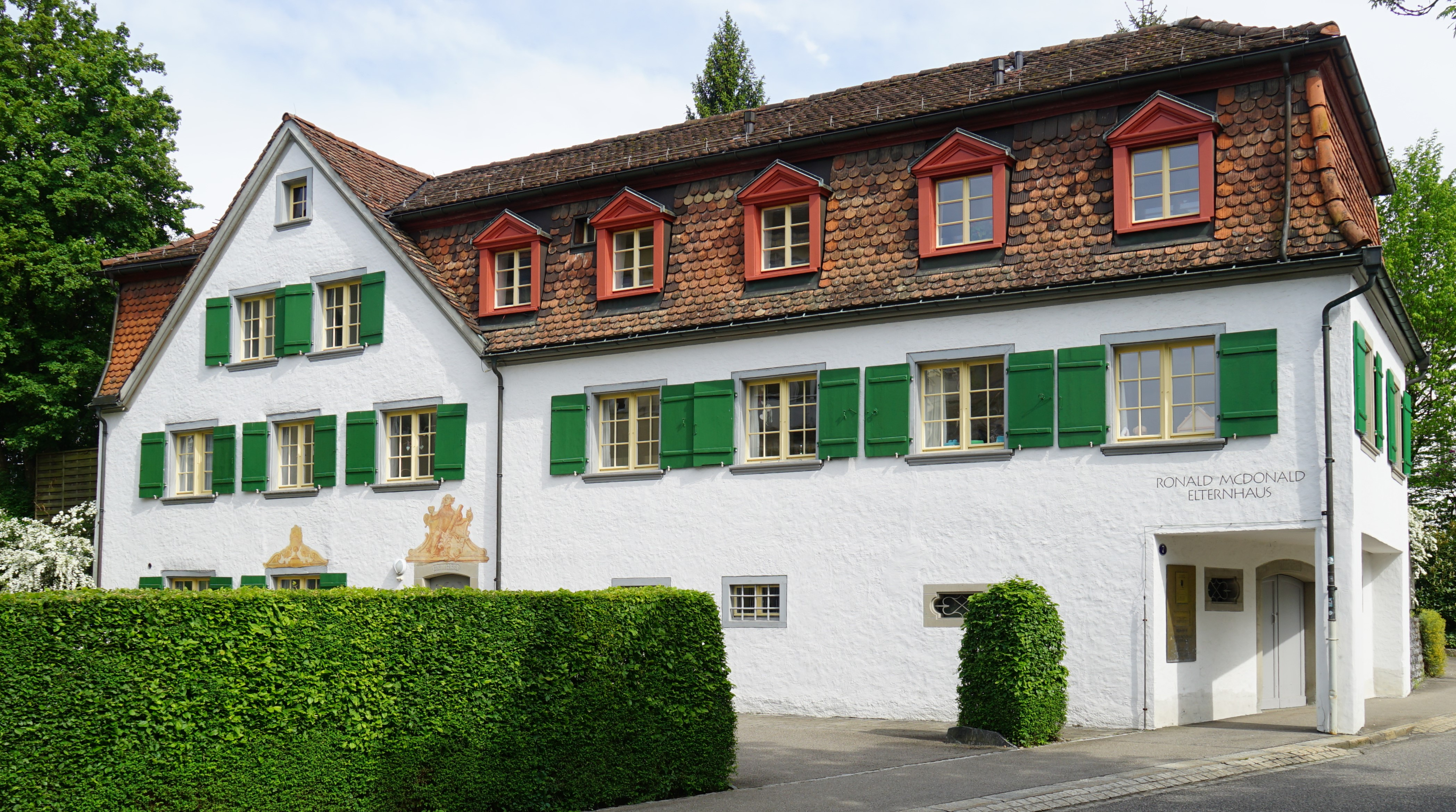
Ansicht von Nordwesten, 2023

Das Bedahaus im Quartier St. Fiden der Schweizer Stadt St. Gallen ist ein denkmalgeschütztes Landhaus. Es wurde 1775 von Fürstabt Beda Angehrn zu einem Sommersitz ausgebaut.

## Lage
Die offene, ursprünglich ländliche Umgebung besteht nicht mehr. Das Gebäude steht an der Grossackerstrasse 7, umgeben von Neubauten und Blockrandüberbauungen vom Anfang des 20. Jahrhunderts. Ebenfalls denkmalgeschützt sind das ehemalige äbtische Amts- und Schützenhaus, das Gasthaus «Zum Hirschen» und die ehemalige Post mit dem Seifenmuseum.

## Geschichte
Das Heiliggeistspital kaufte 1431 den «grossen Acker», den es 1549 an das Stift St. Gallen weitergab. Abt Beda Angehrn liess das darauf stehende Gebäude 1775 erweitern und zu seinem Sommersitz ausbauen. Bei der Aufhebung des Stifts erwarb es 1805 der Kantonsrat Joseph Anton Müller. Nach seinem Tod erfolgte 1821 die Übergabe an die katholische Administration und 1855 der Übergang an das Spitalamt der Ortsbürgergemeinde der Stadt. Nach der Restaurierung des Hauses 1965/1966 erfolgte die Vermietung an den Kinder- und Jugendpsychiatrischen Dienst. Später wurde auch das «Elternhaus» einer karitativen Stiftung Mieter. Weitere Renovationen folgten.
Das Bauwerk wurde «aufgrund seines historischen Zeugniswerts und seiner hohen architektonischen Qualität» in das «Inventar der schützenswerten Bauten» der Stadt aufgenommen.

## Beschreibung
Das zweigeschossige, lang gestreckte Wohnhaus antwortet auf Niveauunterschiede und zeigt mit unterschiedlich gestalteten Fassaden eine «architektonische Vielgestaltigkeit». Sein Kernbau stammt möglicherweise aus dem 16. Jahrhundert. Die Längsseiten haben jeweils sieben Achsen. Es hat an der Westseite ein hohes, barockes Mansarddach und östlich einen Quergiebel. Da das Gelände des Gartens ansteigt, ist das kleine Querhaus auf der Südseite nur einstöckig. Das Dachgeschoss seiner Fassade hat einen Schindelschirm. Die westlich anschliessende Seite zeigt mit einem offenen Riegel den ländlichen Charakter des Hauses. Dagegen ist die «herrschaftliche» Nordseite verputzt. Über der Eingangstür und dem benachbarten Fenster wurden Reste von Freskomalereien freigelegt. Die Fenster haben Schliessläden, Holzrahmungen und sind geteilt. Die Mansardenfenster sind vergiebelt. Das Dach ist mit handgestrichenen Biberschwanzziegeln gedeckt. Der Türsturz aus Sandstein trägt die Inschrift 17 MH 75, ein weiterer Sturz an der Westseite zeigt mit 1775 1965 auch das Datum der Restaurierung.
Trotz mehrfacher Umbauten ist das Gebäude «in einem hervorragenden Zustand».

## Belege
1. 1 2 3 4 5  Denkmalpflege der Stadt St. Gallen: Grossackerstrasse 7. In: Bauinventar online; abgerufen am 4. Juni 2024.

Koordinaten: 47° 25′ 47,2″ N, 9° 23′ 34,2″ O; CH1903: 747423 / 255055